# Marruecos en los Juegos Olímpicos de Grenoble 1968
Marruecos estuvo representado en los Juegos Olímpicos de Grenoble 1968 por cinco deportistas masculinos que compitieron en esquí alpino.
El equipo olímpico marroquí no obtuvo ninguna medalla en estos Juegos.